# Raúl Anyaipoma Bendezú
Raúl Víctor Anyaipoma Bendezú es un ingeniero y político peruano. Fue alcalde provincial de Angaraes en dos periodos entre 1999 a 2002 y entre 2007 a 2010.
Nació en Lircay, Perú, el 10 de octubre de 1959, hijo de Máximo Anyaipoma Miranda y Santosa Bendezú Vidalón. Cursó sus estudios primarios en su localidad natal y los secundarios en la Gran Unidad Escolar Mariscal Castilla de la ciudad de Huancayo. Entre 1976 y 1981 cursó estudios superiores de ingeniería mecánica en la Universidad Nacional del Centro del Perú y, entre 2006 y 2012, los de ingeniería civil en la Universidad Peruana Los Andes, ambos en la ciudad de Huancayo.
Su primera participación política se dio en las elecciones municipales de 1993 cuando fue candidato a regidor provincial de Angaraes sin resultar electo. En las elecciones municipales de 1995 postuló al cargo de alcalde de esa provincia sin éxito y en las elecciones de 1998 resultó elegido al presentarse por el Movimiento Independiente de Campesinos y Profesionales. Durante su gestión tentó su elección como congresista por Huancavelica en las elecciones generales del 2001 sin éxito y, el 2002, buscó la reelección a su cargo como alcalde sin obtener la elección. Fue reelegido para ese cargo en las elecciones municipales del 2006. Luego participó en las elecciones regionales de Huancavelica de 2010 como candidato a la vicepresidencia regional de Huancavelica junto con el candidato Edgar Ruiz Quispe quedando en el quinto lugar. En las elecciones regionales del 2014 volvió a presentarse como candidato a vicepresidente por el mismo movimiento junto al candidato Mario López Saldaña sin obtener la elección. En las elecciones municipales del 2018 volvió a tentar sin éxito su elección como alcalde de Angaraes.